# Бакунин, Афанасий Васильевич
Афана́сий Васи́льевич Баку́нин (3 июля 1909 год, д. Подгорная, Красноуфимский уезд, Пермская губерния, Российская империя — 11 мая 1965 год, Красноуфимск) — председатель колхоза «Объединение» Красноуфимского района Свердловской области. Герой Социалистического Труда (1948).

## Биография
Родился в 1909 году в крестьянской семье в селе Подгорная.
Трудовую деятельность начал 12-летним подростком. С 1929 года работал бригадиром тракторного отряда в колхозе «Вперёд».
Участвовал в сражениях Финской и Великой Отечественной войне, которую закончил в звании капитана в Берлине. Демобилизовался в 1946 году и возвратился в родное село, где был избран председателем колхоза «Объединение» имени Сталина Красноуфимского района в селе Приданниково.
В 1947 году колхоз, которым руководил Афанасий Бакунин, получил высокий урожай озимой ржи. Было собрано в среднем по 33,97 центнеров ржи на участке площадью 52,5 гектаров. Указом Президиума Верховного Совета СССР от 9 марта 1948 года за получение высокого урожая ржи при выполнении колхозом обязательных поставок и натуроплаты за работу МТС в 1947 году, и обеспеченности семенами зерновых культур для весеннего сева 1948 года удостоен звания Героя Социалистического Труда с вручением ордена Ленина и золотой медали «Серп и Молот».
В 1950—1960 гг. — председатель колхоза «Большевик».
Скончался в 1965 году. Похоронен в Красноуфимске на Аллее Славы городского кладбища.

## Награды
- Герой Социалистического Труда — указом Президиума Верховного Совета СССР от 9 марта 1948 года
- Орден Ленина
- Орден Красной Звезды (09.08.1944)
- Орден Отечественной войны I степени (21.03.1945)
- Орден Отечественной войны II степени (07.05.1944)[1]
- Медаль «За взятие Берлина»
- Медаль «За освобождение Праги»